# 質子治療

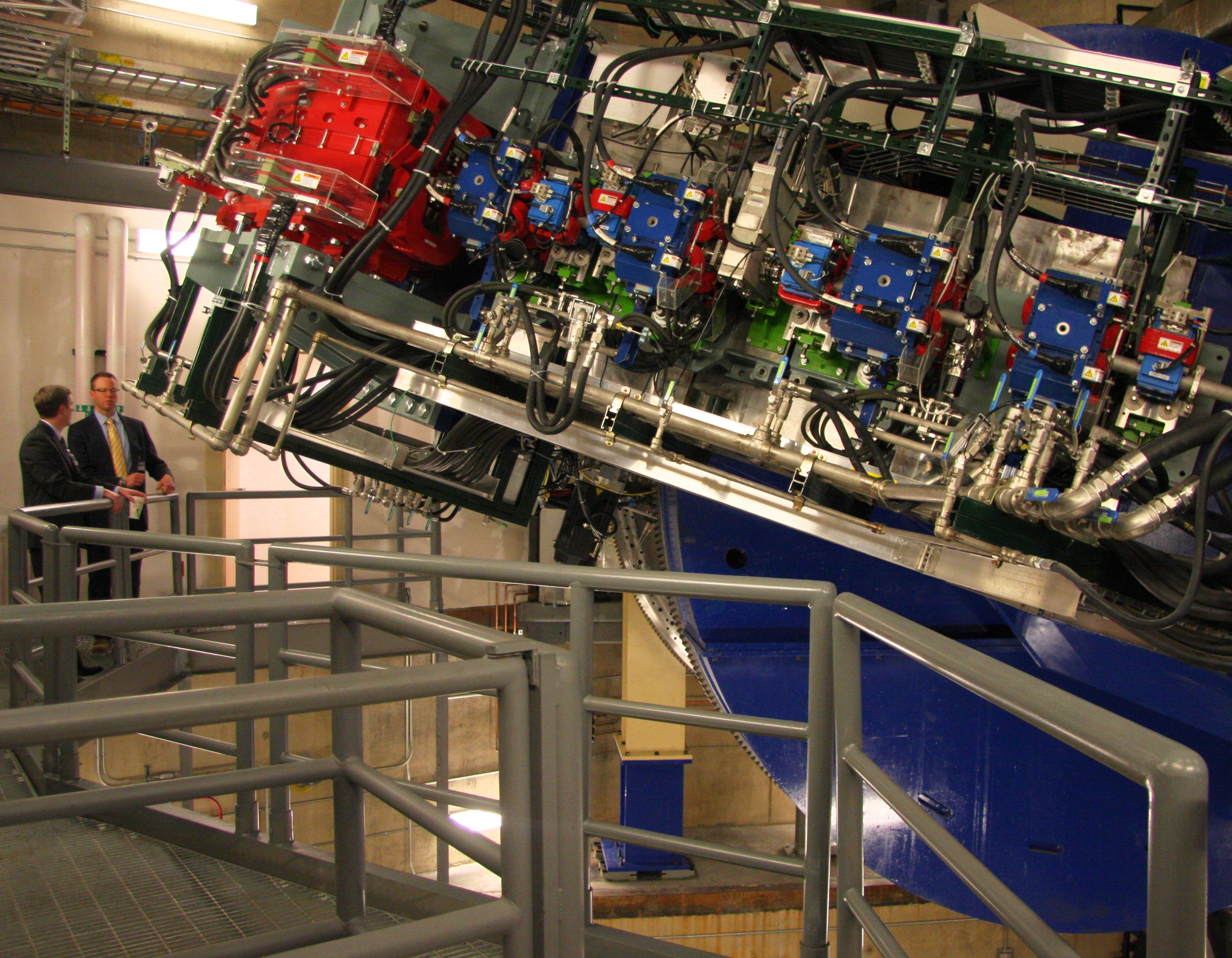
在明尼苏达州羅徹斯特梅奥诊所的质子治疗设备

在医疗领域，质子治疗或质子放疗是一种粒子治疗，它使用质子束来照射病变组织，最常见的是治疗癌症。与其他类型的体外放射疗法（如放射疗法或光子疗法）相比，质子疗法的主要优势在于质子的剂量沉积在一个狭窄的深度范围内，從而實現对附近健康组织的进入、退出或散射辐射剂量最小化。
在评估是用光子还是质子治疗肿瘤时，如果必须向目标组织提供較高的辐射剂量，同时明显减少对附近危险器官的辐射，医生可能会建議质子治疗。
美国放射肿瘤学会质子束治疗指南指出，如果為了盡可能不傷及周围正常组织，同時"以光子为基础的放射治疗不能充分施展"，并且判定患者能因此獲益，那麼向病人建議質子治療是合理的。与光子放射治疗一样，质子治疗通常与手术和/或化疗一起使用，以最有效地治疗癌症。

## 描述

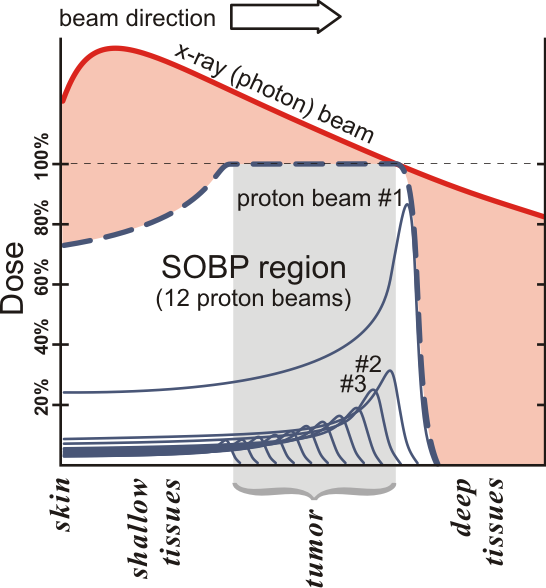
在质子治疗的典型治疗方案中，布拉格擴散峰曲線（SOBP，蓝色虚线）显示了辐射的分布情况。SOBP是不同能量的質子各自的布拉格峰（蓝色细线）相互疊加的結果。请注意，绝大部分的质子辐射被送到肿瘤上，而不是送到肿瘤前面的皮肤和浅层组织或肿瘤后面的深层组织上。红线显示的是X射线束（光子或传统放射治疗）的深度-剂量图，以供比较。粉红色的区域代表了為了達到相同的放射強度，傳統的X射線治療在腫瘤的前方和後方所需要達到的額外放射劑量，這些過量的輻射增加了相應區域尤其是皮膚區域的放療相關繼發性腫瘤風險。

质子治疗是一种使用电离辐射的体外放射治疗。在质子治疗中，医务人员使用粒子加速器，用一束质子瞄准肿瘤。这些带电粒子會损害细胞的DNA，從而阻止腫瘤細胞的正常複製，藉此消除肿瘤。癌细胞對DNA損傷特別敏感，因为它们的分裂速度快，而且修复DNA损伤的能力先天不足。一些在DNA修复方面有特殊缺陷的癌症甚至可能对质子辐射更敏感。
质子治疗为医生提供了提供高度塑形光束的能力，即提供符合肿瘤形状和深度的辐射，而不影响周围大部分正常组织。例如，当质子治疗与最先进的光子治疗类型——強度調控放射治療（IMRT）和體積弧形放射治療（VMAT）相比较时，质子治疗可以向肿瘤提供类似或更高的辐射剂量，而身体总辐射剂量降低50%至60%。
质子有能力集中能量传输，以符合肿瘤的形状，只向周围组织提供低剂量的辐射。因此，病人的副作用较少。所有给定能量的质子都有一定的穿透范围；很少有质子穿透到这个距离之外。此外，只有在粒子的最后几毫米范围内，输送到组织的剂量才是最大的；这个最大值被称为布拉格擴散峰（SOBP），或擴展射束、高劑量擴散平原區。（见图） 。
为了治疗更大深度的肿瘤，质子加速器必须产生具有更高能量的光束，通常以MeV（兆电子伏特）为单位。用于质子治疗的加速器通常产生能量在70至250MeV之间的质子。在治疗过程中调整质子能量可以使质子束在肿瘤内造成的细胞损伤最大化。比肿瘤更靠近身体表面的组织接受的辐射减少，因此损害也减少。身体深处的组织收到的质子非常少，所受輻射剂量甚至可以忽略不計。
不同能量的質子所能達到的深度不同。需要注意的是，儘管肿瘤背部（或比其深）的组织几乎没有受到质子治疗的辐射，但肿瘤前面（比其浅）的组织受到相當強烈的輻射，強度甚至能達到目標治療劑量的60%，具體參見SOBP曲線。

### 設備
目前大多数投入使用的质子治疗系统使用等速回旋加速器產生質子。回旋加速器被认为操作简单、可靠，而且可以做得很紧凑，特别是使用超导磁铁。 也可以使用同步加速器，其优点是在不同的能量下更容易生产。随着尺寸和成本的限制得到解决，用于光子放射治疗的直线加速器也开始商业化。现代质子系统包括用于日常评估肿瘤轮廓的高质量成像，演示三维剂量分布的治疗计划软件，以及各种系统配置，例如，多个治疗室连接到一台粒子加速器。得益於技術進步和不斷增加的質子治療臨床實踐，越來越多的醫院開始提供提供质子治疗。
FLASH放射治疗技術是一种正在开发的光子和质子治疗技术，利用超高的放射劑量(≥40 Gy/s)對腫瘤進行超瞬時的輻照，可在微秒(μs)级到数百毫秒(ms)内完成照射，同时进一步减少對周圍正常組織的傷害。

## 副作用和风险
质子疗法是一種從外部照射粒子束的放射治疗，與其它形式的辐射疗法有類似的副作用。與X-射线疗法治疗相比，其輻照深度更可控，對腫瘤背部的正常組織影響相對較小。歷經40多年的使用，质子治疗在技術層面已經完全成熟。但不論是質子還是X射線治療，其與腫瘤和正常組織如何相互作用，目前仍有待釐清。

## 治疗中心

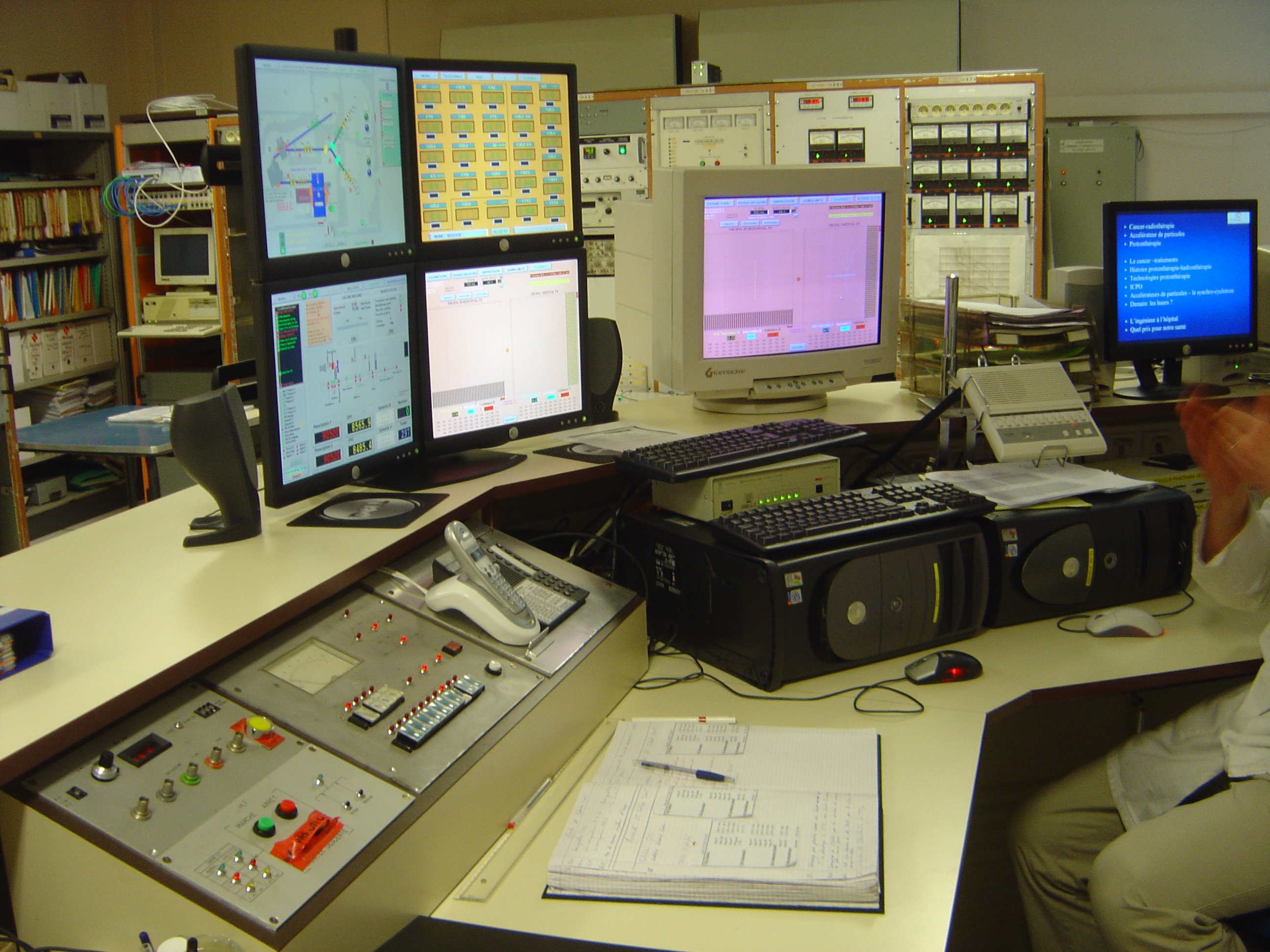
在法国奧賽的质子治疗中心，同步回旋加速器的控制面板，攝於2005年

在2017年四月，全世界有超过74個粒子治疗设施，至少42個仍在建设中。在2015年年底，超过154,203患者已经被治癒。
一个普遍使用质子作為癌症治疗的阻碍在於回旋加速器或同步加速器等装备的尺寸和费用。 几个工业化的团队正在努力发展更小的加速器系统，為患者提供更優質的治療。 有關的技术例如 超导 同步迴旋加速器 (也称为FM回旋加速器)、超小型的同步加速器， 电介质壁促进剂, 和 线性粒子加速器等。
| 地點       | 國家       | 最高能量 (MeV) | 首例治療的年份 | 機構                                                                        |
| ---------- | ---------- | -------------- | -------------- | --------------------------------------------------------------------------- |
| 溫哥華     | 加拿大     | 74             | 1995           | TRIUMF                                                                      |
| 利物浦     | 英国       | 62             | 1989           | Clatterbridge Cancer Centre NHS Foundation Trust, low-energy for ocular     |
| 海德堡     | 德国       | 230            | 2009           | Heidelberg Ion-Beam Therapy Center (HIT) Heidelberg                         |
| 埃森       | 德国       | 230            | 2013           | Westdeutsches Protonentherapiezentrum Essen                                 |
| 柏林       | 德国       | 72             | 1998           | Helmholtz-Zentrum Berlin in Cooperation with Charité                        |
| 慕尼黑     | 德国       | 250            | 2009           | RPTC Rinecker Proton Therapy Center （页面存档备份，存于）                  |
| 德累斯顿   | 德国       | 230            | 2014           | PTC Uniklinikum Dresden （页面存档备份，存于）                              |
| 淄博市     | 中國       | 230            | 2004           | Wanjie Proton Therapy Center                                                |
| 筑波市     | 日本       | 250            | 2001           | Proton Medical Research Center University of Tsukuba （页面存档备份，存于） |
| 千葉市     | 日本       | 350-400        | 1994           | Research Center for Charged Particle Therapy (NIRS)                         |
| 奧賽       | 法國       | 235            | 1991           | Centre de protonthérapie de l'Institut Curie （页面存档备份，存于）         |
| 尼斯       | 法國       | 63             | 1991           | Centre Antoine Lacassagne （页面存档备份，存于）                            |
| 菲利根     | 瑞士       | 250            | 1984           | Paul Scherrer Institute                                                     |
| 克拉科夫   | 波蘭       | 60             | 2011           | Instytut Fizyki Jądrowej PAN                                                |
| 克拉科夫   | 波蘭       | 230            | 2015           | Centrum Cyklotronowe Bronowice （页面存档备份，存于）                       |
| 特倫托     | 義大利     | 230            | 2014           | Centro per la protonterapia （页面存档备份，存于）                          |
| 帕維亞     | 義大利     | 250            | 2011           | Centro Nazionale di Adroterapia Oncologica                                  |
| 布拉格     | 捷克       | 230            | 2012           | Proton Therapy Center, Prague （页面存档备份，存于）                        |
| 上海市     | 中國       | 230            | 2014           | 上海質子重離子醫院 （页面存档备份，存于）                                   |
| 首爾       | 🇰🇷大韩民国 | 230            | 2007           | Proton Therapy Center, Korea National Cancer Center                         |
| 桃園市     | 臺灣       | 230            | 2015           | 林口長庚紀念醫院質子暨放射治療中心 （页面存档备份，存于）                   |
| 奥布宁斯克 | 俄羅斯     | 250            | 2016           | A. Tsyb Medical Radiological Research Centre                                |
| 代尔夫特   | 荷蘭       | 230            | 2017           | HPTC - Holland Particle Therapy Centre （页面存档备份，存于）               |
| 格羅寧根   | 荷蘭       | 230            | 2018           | GPTC - UMC Groningen （页面存档备份，存于）                                 |

## 擴展閱讀
- 帶電粒子放射治療
- 重粒子放射治療
- 快中子治疗
- 硼中子俘获治疗
- 电磁辐射和卫生
- 电离辐射

## 延伸閱讀
- Greco C.; Wolden S. . Cancer. Apr 2007, 109 (7): 1227–38. PMID 17326046. doi:10.1002/cncr.22542.
- <g class="gr_ gr_17 gr-alert gr_gramm gr_hide gr_inline_cards gr_run_anim Style multiReplace replaceWithoutSep replaceWithoutSep" id="17" data-gr-id="17">"使用质子放射疗法"，A.M.Koehler,Proc.</g> 专题讨论会上介子和质子放射疗法、Nat。 加速器实验室的， (1971年)。
- <g class="gr_ gr_18 gr-alert gr_gramm gr_hide gr_inline_cards gr_run_anim Style multiReplace replaceWithoutSep replaceWithoutSep" id="18" data-gr-id="18">A.M.Koehler,W.M.Preston"质子辐射疗法：比较的剂量分布为质子、光子和电子</g> 放射学 104(1):191-195 (1972).
- "布拉格峰放射的质子进动静脉畸形大脑"护士Kjelberg，提出了在第一个Int. 研讨会使用质子束在放射治疗，莫斯科(1977).
- 奥斯汀-Seymor，M.J.Munzenrider、et al。 "分级的质子辐射治疗的颅和Intracrainial肿瘤" 。 J.临床肿瘤学 13(4):327-330 (1990).
- "质子放射疗法"，哈特福德的，Zietman、et al。 在 Radiotheraputic管理的前列腺癌、A.D米克和G.E.*汉克斯。 英国伦敦，阿诺德的出版商：61-72具(1999年)。

## 外部連結
- 质子治疗 （页面存档备份，存于）—一个存放 医学百科全书
- 质子治疗 （页面存档备份，存于）
- "治疗的质子来到英国，而是意味着什么病人？" （页面存档备份，存于）的， Arney，吉、科学博客， 癌症研究UK,16日2013年
- 欧洲核子研究中心-AVO （页面存档备份，存于）
- 质子疗法在韩国